# 스노우 독스
《스노우 독스》(Snow Dogs)는 미국에서 제작된 브라이언 레반트 감독의 2002년 가족, 코미디 영화이다. 쿠바 구딩 쥬니어 등이 주연으로 출연하였고 조던 케너 등이 제작에 참여하였다. 이 영화는 월트 디즈니 픽처스에 의해 2002년 1월 18일 미국에서 개봉되었다.

## 출연

### 주연
- 쿠바 구딩 쥬니어
- 제임스 코번

### 조연
- 시스코
- 니셸 니콜스
- 그레이엄 그린
- 브라이언 도일 머레이
- 조안나 바칼소
- M. 에멧 월쉬

## 기타
- 원작자: 게리 폴슨
- 미술: 스티븐 J. 라인위버
- 의상: 모니크 프러드홈
- 배역: 아만다 맥키 존슨
- 배역: 캐시 샌드리치
- 배역: 스투어트 아이킨스
- 배역: 숀 코시